# 1 Pułk Czołgów (II RP)

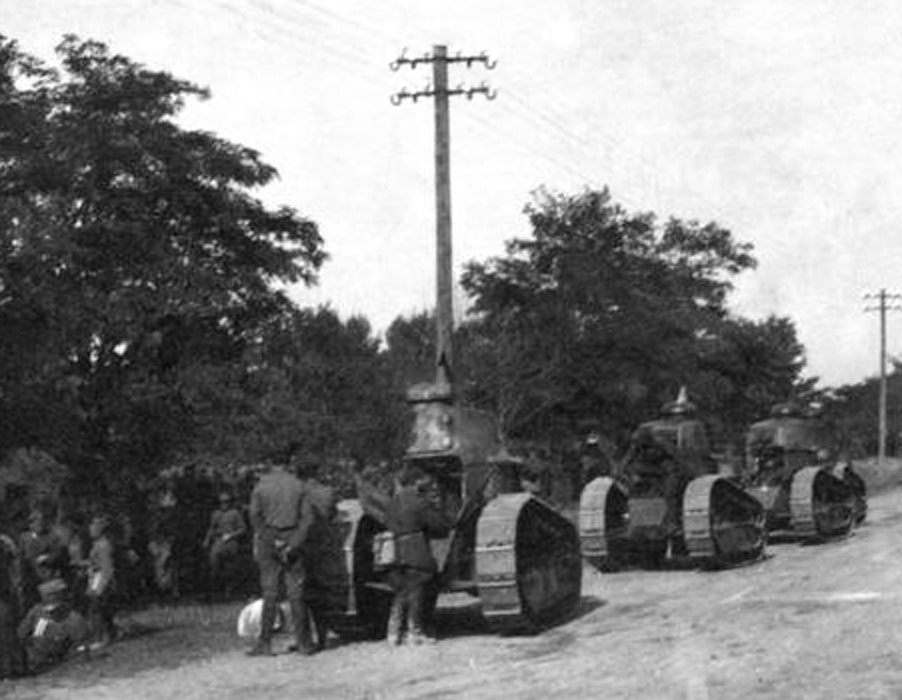
Czołgi pułku we Lwowie w 1919 roku w czasie wojny polsko-ukraińskiej.

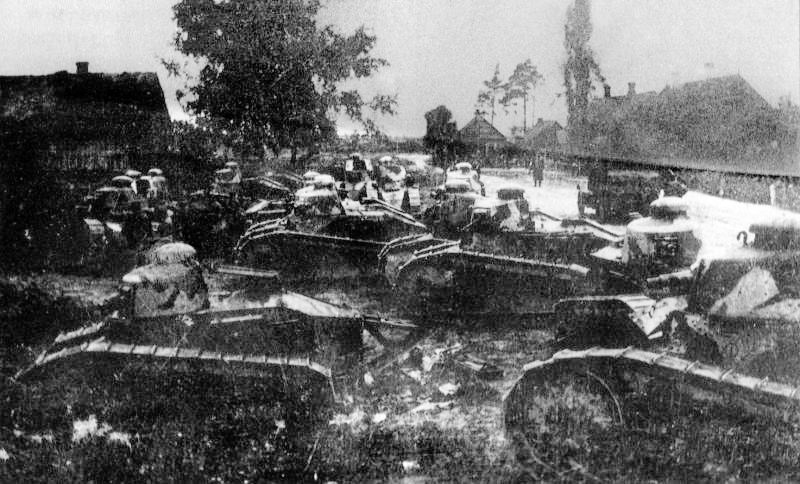
FT-171 Pułku użyte w bitwie pod Dyneburgiem

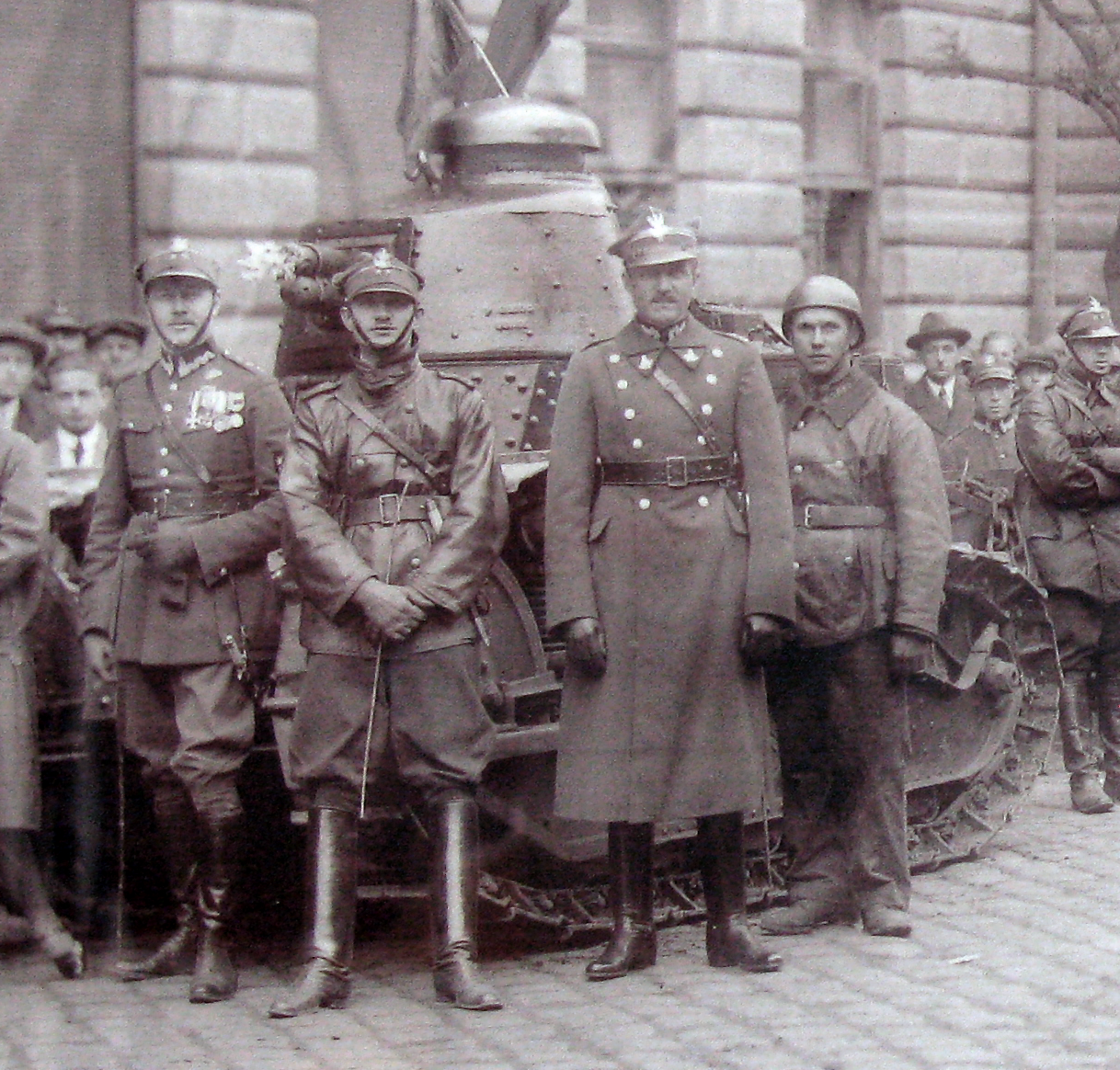
Polski czołg FT-17 z załogą w czasie defilady w Przemyślu

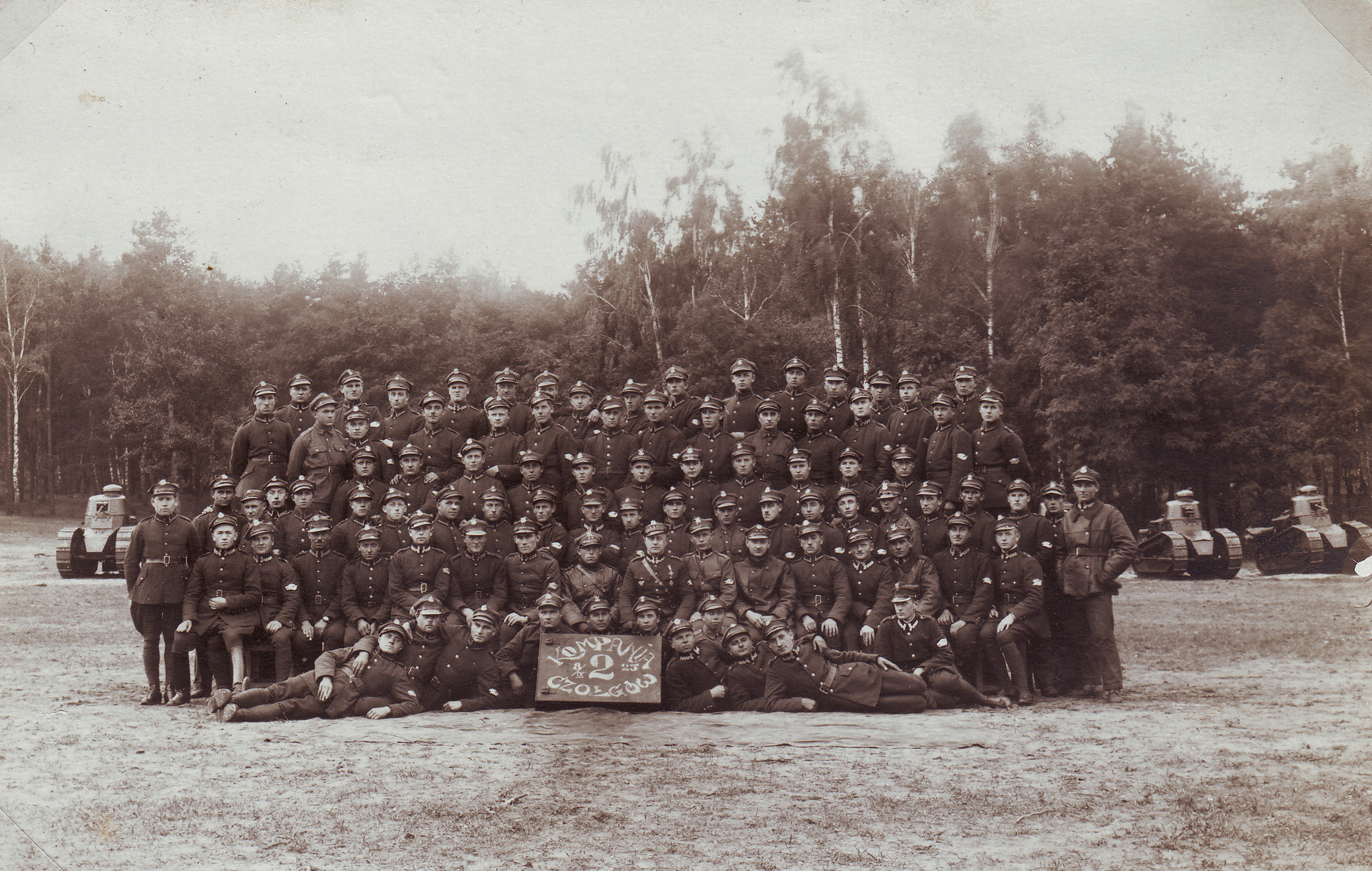
Brunon Błędzki (pośrodku), 2 Kompania Czołgów, Żurawica 8 września 1925

Żołnierze 1 pcz

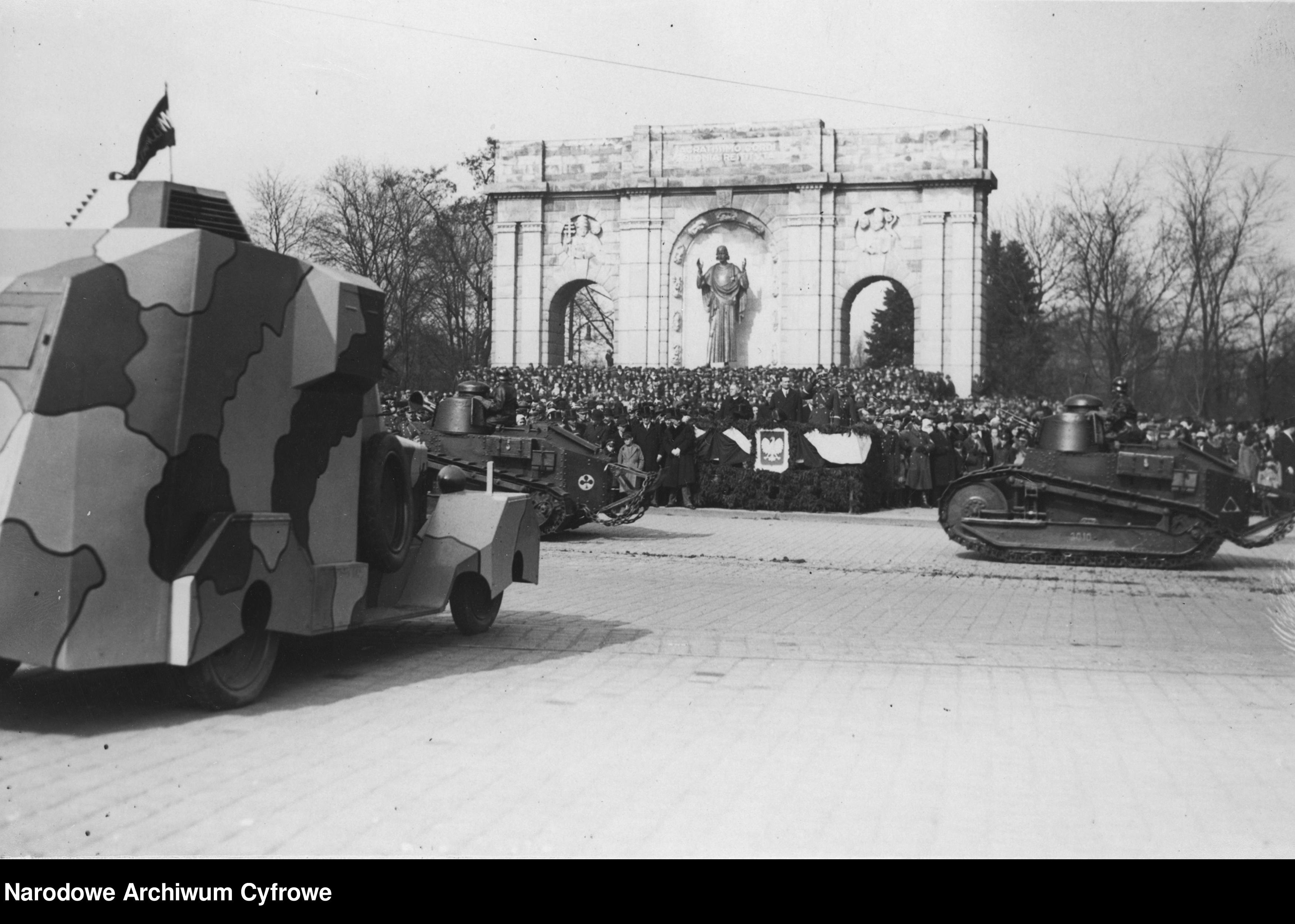
Defilada pododdziałów pułku 19 marca 1933 w Poznaniu.

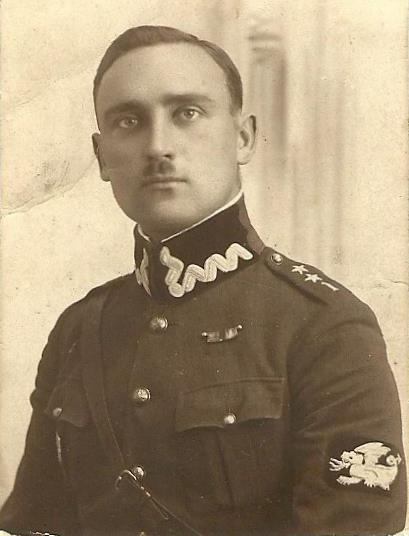
Oficer pułku – por. Stanisław Szostak

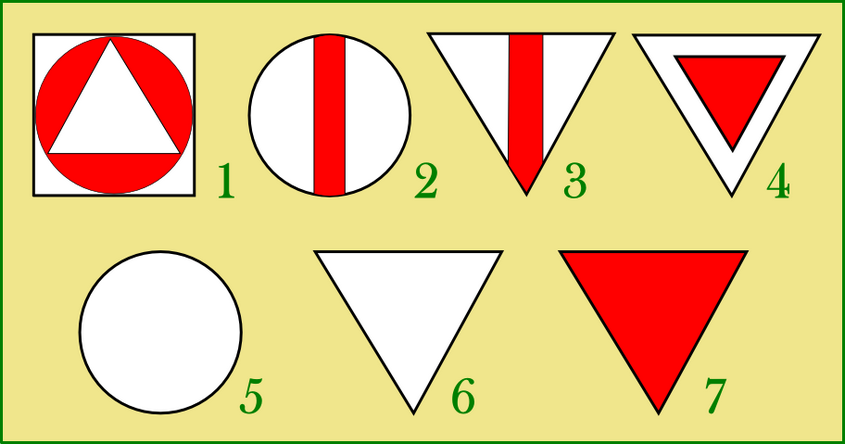
Znaki taktyczne malowane na czołgach lekkich i rozpoznawczych

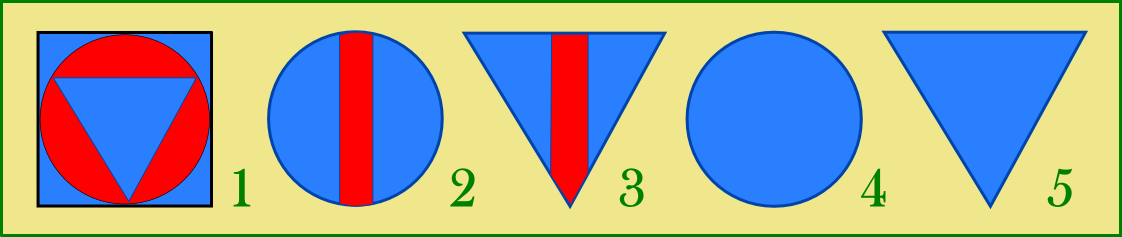
Znaki taktyczne malowane na pojazdach pancernych

1 pułk czołgów (fr. 1e Régiment de Chars Blindé Polonais) – oddział broni pancernych Armii Polskiej we Francji i Wojska Polskiego w II Rzeczypospolitej.

## Formowanie
Pułk sformowany został wiosną 1919 roku w składzie Armii Polskiej we Francji z inicjatywy gen. Józefa Hallera i Komitetu Narodowego Polskiego w Paryżu. Sprzęt oraz obsadę większości stanowisk oficerskich i fachowych przejęto z francuskiego 505 pułku czołgów. Pułk był pierwszą polską jednostką wojskową uzbrojoną w czołgi, która zapoczątkowała istnienie broni pancernej w wojskach II RP.
Rozkaz wydany 15 marca 1919 roku nakazywał formowanie pułku w składzie pięciu kompanii który odpowiadał liczbie dywizji strzelców w Armii gen. Hallera. Miejscem formowania było Martigny-les-Bains w Wogezach.

### Struktura organizacyjna
Wydany 14 kwietnia 1919 rozkaz organizacyjny określał skład pułku.
dowództwo pułku
- dowództwo 1 batalionu
  - 1 kompania czołgów
    - drużyna dowódcy
    - trzy plutony czołgów po 5 wozów (3 z działkami 37 mm i 2 z km)
    - pluton eszelonowy (9 wozów, w tym: czołg dowódcy kompanii, czołgi zapasowe i czołgi zaopatrzeniowe)

Razem w kompanii 24 czołgi Renault FT 17.
- - 2 kompania czołgów
- dowództwo 3 batalionu
  - 3 kompania czołgów
  - 6 kompania czołgów
  - 7 kompania czołgów
- sekcja reperacyjno-transportowa (samochody-warsztaty, samochody ciężarowe i ciągniki)

Ogółem w pułku:
45 oficerów, 112 podoficerów i 684 szeregowców
120 czołgów Renault FT 17
41 samochodów
7 ciągników
10 motocykli
Pod koniec czerwca Polacy stanowili 24% kadry oficerskiej, 48% kadry podoficerskiej i 57% szeregowców pułku.

## Przegrupowanie
W czerwcu 1919 roku przybył do Polski. Ostatni transport kolejowy opuścił Martigny-les-Bains 16 czerwca. Punktem docelowym była Łódź, wyznaczona na miejsce postoju pułku. Tu kontynuowano szkolenie oraz uzupełniano stany osobowe ochotnikami z różnych jednostek. Na wyposażeniu posiadał wtedy  120 czołgów Renault FT 17 w tym 72 wyposażone w armaty i 48 w karabiny maszynowe.

### Działania zbrojne
Pierwszym pododdziałem pułku, który wziął udział w walkach była 2 kompania czołgów kpt. J. Dufoura. 19 sierpnia 1919, wraz z plutonem reperacyjno-transportowym, oddana została do dyspozycji gen. Szeptyckiego, dowódcy Frontu Litewsko-Białoruskiego. Swój chrzest bojowy przeszła pod Bobrujskiem atakując pozycje bronione przez żołnierzy Armii Czerwonej. Pomimo niesprzyjającego terenu i umocnień przeciwnika, kompania doskonale wywiązała się ze swego zadania. Wspierana przez nią 2 Dywizja Piechoty Wielkopolskiej zdobyła miasto.
27 i 28 września 1919 kompania brała udział w bitwie pod Dyneburgiem wspierając działania 5 pułku piechoty Legionów i istotnie przyczyniając się do sukcesu polskich oddziałów. W bojach tych kompania straciła 2 czołgi.
Generalnie w wojnie polsko-bolszewickiej batalion użyty był pojedynczymi kompaniami, a nawet plutonami. W chwili zakończenia wojny dysponował 114 wozami bojowymi.
W październiku 1921 roku jego kombinowana kompania czołgów uczestniczyła w zajmowaniu tej części Górnego Śląska, jaka przypadła Polsce w wyniku plebiscytu i powstań śląskich.

### Kawalerowie Virtuti Militari
Żołnierze 1 pułku czołgów odznaczeni Krzyżem Srebrnym Orderu Wojennego Virtuti Militari za wojnę 1919–1920 dekretem Naczelnego Wodza L. 3453 z 26 stycznia 1922 roku

1. ppłk Wilhelm Orlik-Rückemann
2. mjr Stanisław I Jackowski
3. kpt. Władysław Kohutnicki
4. kpt. Władysław Liro
5. kpt. Aleksander Józefowicz
6. por. Stanisław Kardaszewicz
7. por. Julian Tomasz Głowacki
8. por. Józef III Jasiński
9. por. Michał Piwoszczuk
10. por. Tadeusz Adam Majewski
11. por. Józef Wincenty Piasecki[a]
12. ppor. Bogdan Jeżewski
13. ppor. Aleksander II Kowalewski
14. ppor. Antoni Marian Korczyński
15. ppor. Włodzimierz Paczoski[b]
16. ppor. Bronisław Rafalski
17. ogn. Piotr Majnosz
18. plut. Jan Łyczko[5]
19. plut. Jerzy Stanisław Nowicki[c]
20. plut. Piotr Jaworski
21. plut. Antoni Horodecki
22. plut. Franciszek Matjasik[5]
23. plut. Jan Kulij[d]
24. plut. Stefan Machowski[e]
25. kpr. Ignacy Kaźmierczyk[f]
26. kpr. Antoni Lucht
27. kpr. Józef Szpojda[g]
28. kpr. Tadeusz Nowicki[h]
29. kpr. Tadeusz Fitze
30. bomb. Wojciech Naras
31. bomb. Michał Gerlach

## Okres pokojowy
Wraz z wyjazdem 2 kompanii na front (sierpień 1919), pułk przystąpił do reorganizacji związanej ze zbliżającym się odejściem ochotników francuskich służących  w pułku. Pełne przejęcie dowodzenia nastąpiło po 15 listopada 1919 roku. Po tym dniu w pułku pozostało jedynie kilku oficerów i podoficerów francuskich w charakterze doradców i instruktorów.
9 października 1919 roku dowództwo 1 batalionu i 1 kompanię czołgów przegrupowano do Wilna jako do miejsca stałego postoju. W końcu października dołączyła do nich powracająca z frontu 2 kompania czołgów.
Po zawieszeniu broni 1 batalion pozostawał pierwotnie we Lwowie. Jednak wobec braku odpowiednich warunków lokalowych, z początkiem 1921 roku przeniesiony został do Warszawy na Cytadelę, a następnie do kompleksu budynków przy ul. Konwiktorskiej. 
2 batalion z Białegostoku, przez Kraków, trafił do Żurawicy.
3 batalion z początkiem stycznia 1921 przeniesiono do Biedruska, a jesienią do Poznania.
W Łodzi pozostało dowództwo pułku, kompania zapasowa i warsztaty pułkowe.
11 sierpnia 1921 roku zlikwidowano dowództwo pułku, a bataliony usamodzielniono. Warsztaty pułkowe i kompanię zapasową podzielono między trzy bataliony.
16 lutego 1922 roku MSWojsk. nakazało odtworzenie 1 pułku czołgów w Żurawicy.
Do garnizonu przybył 1 batalion i Centralna Szkoła Czołgów. W styczniu 1923 roku przybył też 3 batalion.
W nowej organizacji pułk składał się z:
- dowództwa pułku
- drużyny dowódcy
- trzech batalionów czołgów — (po dwie kompanie)
- kadry batalionu zapasowego
- warsztatów pułkowych

Wiosną 1925 roku bataliony otrzymały trzecie kompanie i plutony łączności.
W październiku 1930 roku pułk przeniesiono do Poznania.
Na podstawie rozkazu MSWojsk. z 8 lipca 1931 roku 1 pułk czołgów z Poznania przemianowano na 1 pułk pancerny.
Jego 2 batalion stacjonujący w Żurawicy połączony z 2 dywizjonem samochodów pancernych dał początek 2 pułkowi pancernemu. W miesiąc później powołano 3 pułk pancerny w Modlinie.
W niedzielę 19 marca 1933 pododdziały pułku wzięły udział w defiladzie przed „Pomnikiem Wdzięczności”, zorganizowanej w ramach obchodów imienin Pierwszego Marszałka Polski Józefa Piłsudskiego. „Specjalny entuzjazm [publiczności] wywołała defilada czołgów w czasie, której przy dźwiękach radia wmontowanego w samochód pancerny, przejechały hyże i obrotne małe czołgi zwiadowcze”.
Od grudnia 1933 roku pułk po dołączeniu 7 dywizjonu samochodowego, przemianowano na 1 batalion czołgów i samochodów pancernych, a 26 lutego 1935 roku na 1 batalion pancerny.

## Kadra pułku
Dowódcy pułku
- ppłk (mjr armii franc.) Jules Maré (21 III 1918 – 15 X 1919)[7]
- ppłk Adolf Engel (15 X – 26 XI 1919)[8]
- mjr Bogumił Skibniewski (27 XI 1919 – 13 VIII 1920)[8]
- ppłk / płk piech. Wilhelm Orlik-Rückemann (14 VIII 1920[8] – 11 VIII 1921 i 1923 – 30 IV 1927[9])
- ppłk / płk dypl. piech. Mieczysław Rawicz-Mysłowski[i] (p.o. od V 1927 i VII 1928[11] – 15 VII 1930)
- ppłk Eugeniusz Wyrwiński (15 VII 1930 – XII 1934)
- ppłk Rudolf Kostecki (1935 – 1939)

Zastępcy dowódcy pułku
- ppłk dypl. piech. Mieczysław Rawicz-Mysłowski (od V 1927[12])
- mjr SG Włodzimierz Bochenek (IX 1925 – †24 I 1926)
- ppłk piech. Benedykt Majkowski (5 XI 1928 – 31 III 1930[13])

### Obsada personalna pułku w latach 1918–1921
Dowódcy kompanii reperacyjnej
- kpt. Jerzy Łazowski (od 20 II 1920)
- por. / kpt. piech. Sławomir Użupis (od 11 III 1920)
- por. Gustaw Langans (od 14 IX 1920)
- kpt. Władysław Kohutnicki (od 14 I 1921)

Dowódcy kompanii zapasowej
- kpt. Antoni Szczęsnowicz (od 20 II 1920)
- kpt. Władysław II Terlecki (od 6 VII 1920)